# Boeil-Bezing
Pour les articles homonymes, voir Boeil (homonymie) et Bezing (homonymie).
Boeil-Bezing (en béarnais Buelh-Vesing ou Boélh-Besing) est une commune française, située dans le département des Pyrénées-Atlantiques en région Nouvelle-Aquitaine.
Ses habitants sont les Belvézinois et les Belvézinoises.

## Géographie

### Localisation
La commune de Boeil-Bezing se trouve dans le département des Pyrénées-Atlantiques, en région Nouvelle-Aquitaine.
Elle se situe à 12 km par la route de Pau, préfecture du département, et à 17 km de Pontacq, bureau centralisateur du canton des Vallées de l'Ousse et du Lagoin dont dépend la commune depuis 2015 pour les élections départementales.
La commune fait en outre partie du bassin de vie de Pau.
Les communes les plus proches sont : 
Baudreix (1,9 km), Bordes (2,0 km), Angaïs (2,2 km), Pardies-Piétat (2,8 km), Saint-Abit (2,9 km), Bourdettes (2,9 km), Beuste (2,9 km), Arros-de-Nay (2,9 km).
Sur le plan historique et culturel, Boeil-Bezing fait partie de la province du Béarn, qui fut également un État et qui présente une unité historique et culturelle à laquelle s’oppose une diversité frappante de paysages au relief tourmenté.

### Communes limitrophes
Les communes limitrophes sont  Angaïs, Arros-de-Nay, Baudreix, Beuste, Bordes, Gomer, Nousty, Pardies-Piétat, Saint-Abit et Soumoulou.
| Bordes                   | Angaïs       | Nousty, Soumoulou |
| Pardies-Piétat           | Boeil-Bezing | Gomer             |
| Saint-Abit, Arros-de-Nay | Baudreix     | Beuste            |

### Hydrographie

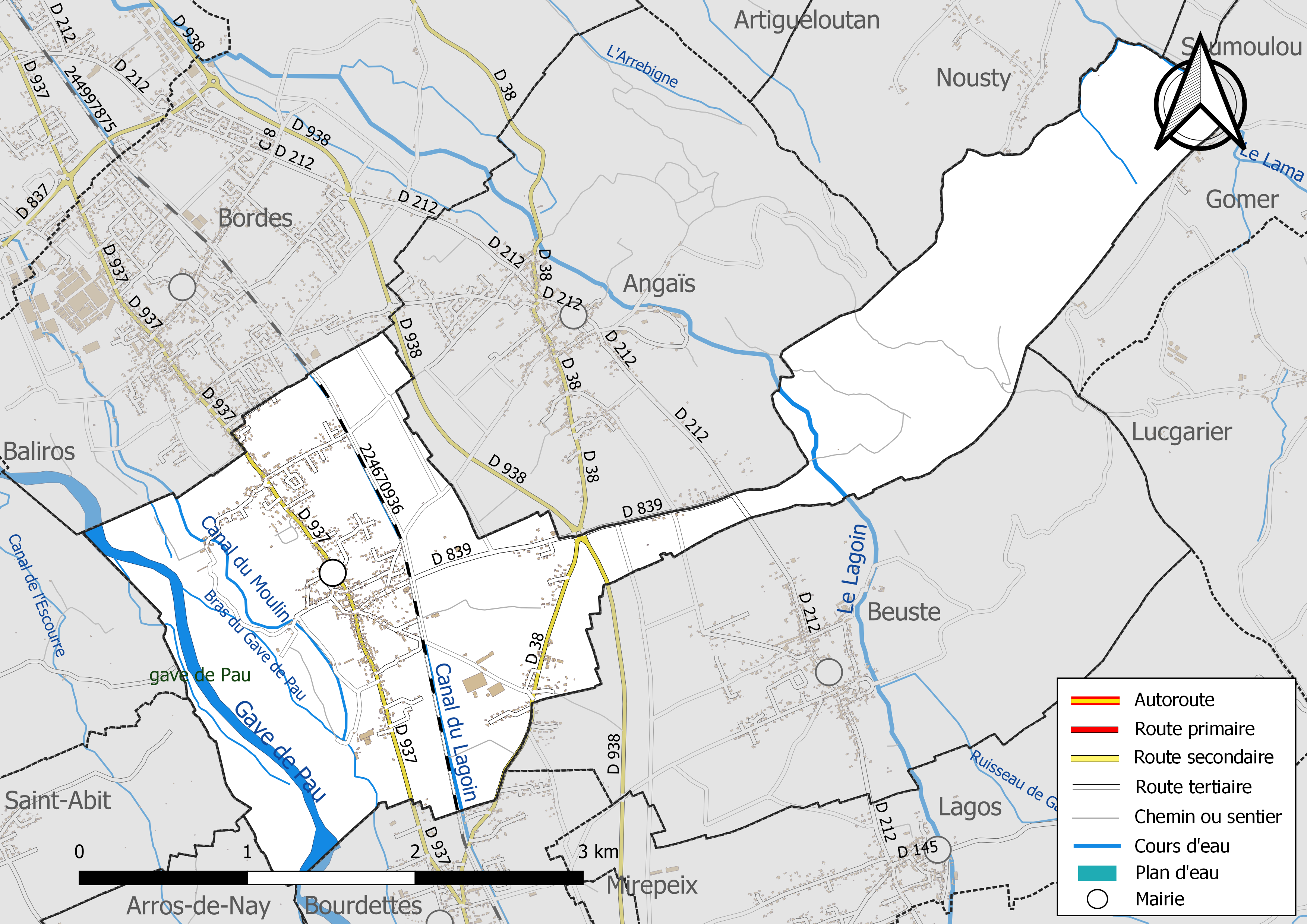
Réseaux hydrographique et routier de Boeil-Bezing.

La commune est drainée par le gave de Pau, le Lagoin, le canal du Lagoin, le canal du Moulin, le Lama, un bras du gave de Pau, et par divers petits cours d'eau, constituant un réseau hydrographique de 14 km de longueur totale,.
Le gave de Pau, d'une longueur totale de 192,8 km, prend sa source dans la commune de Gavarnie-Gèdre et s'écoule du sud-est vers le nord-ouest. Il traverse la commune et se jette dans l'Adour à Saint-Laurent-de-Gosse, après avoir traversé 88 communes.
Le Lagoin, d'une longueur totale de 28,7 km, prend sa source dans la commune de Saint-Vincent et s'écoule du sud-est vers le nord-ouest. Il traverse la commune et se jette dans le gave de Pau à Bizanos, après avoir traversé 13 communes.
Le canal du Lagoin, d'une longueur totale de 14,9 km, prend sa source dans la commune de Coarraze et s'écoule du sud-est vers le nord-ouest. Il traverse la commune et se jette dans le gave de Pau à Meillon, après avoir traversé 8 communes.

### Climat
Pour des articles plus généraux, voir Climat de la Nouvelle-Aquitaine et Climat des Pyrénées-Atlantiques.
Historiquement, la commune est exposée à un climat de montagne.  
En 2020, Météo-France publie une typologie des climats de la France métropolitaine dans laquelle la commune est toujours exposée à un climat de montagne et est dans la région climatique Pyrénées atlantiques, caractérisée par une pluviométrie élevée (>1 200 mm/an) en toutes saisons, des hivers très doux (7,5 °C en plaine) et des vents faibles.
Pour la période 1971-2000, la température annuelle moyenne est de 12,9 °C, avec une amplitude thermique annuelle de 13,8 °C. Le cumul annuel moyen de précipitations est de 1 196 mm, avec 11,1 jours de précipitations en janvier et 8,2 jours en juillet. Pour la période 1991-2020, la température moyenne annuelle observée sur la station météorologique la plus proche, située sur la commune de Bénéjacq à 5 km à vol d'oiseau, est de 13,4 °C et le cumul annuel moyen de précipitations est de 1 244,1 mm,. Pour l'avenir, les paramètres climatiques de la commune estimés pour 2050 selon différents scénarios d’émission de gaz à effet de serre sont consultables sur un site dédié publié par Météo-France en novembre 2022.

### Milieux naturels et biodiversité

#### Réseau Natura 2000
Le réseau Natura 2000 est un réseau écologique européen de sites naturels d'intérêt écologique élaboré à partir des Directives « Habitats » et « Oiseaux », constitué de zones spéciales de conservation (ZSC) et de zones de protection spéciale (ZPS).
Un site Natura 2000 a été défini sur la commune au titre de la « directive Habitats » : le « gave de Pau », d'une superficie de 8 194 ha, un vaste réseau hydrographique avec un système de saligues encore vivace,.

#### Zones naturelles d'intérêt écologique, faunistique et floristique
L’inventaire des zones naturelles d'intérêt écologique, faunistique et floristique (ZNIEFF) a pour objectif de réaliser une couverture des zones les plus intéressantes sur le plan écologique, essentiellement dans la perspective d’améliorer la connaissance du patrimoine naturel national et de fournir aux différents décideurs un outil d’aide à la prise en compte de l’environnement dans l’aménagement du territoire.
Une ZNIEFF de type 1 est recensée sur la commune, : 
les « saligues amont du gave de Pau » (471,99 ha), couvrant 10 communes du département
Quelques espèces très présentes sur les rives au niveau de Boeil-Bezing: Le canard colvert, l'aigrette, le héron cendré, le petit  gravelot, la bergeronnette (oiseaux), le gerris, le vulcain, la demoiselle, la phrygane, le staphylin (insectes).
La commune est aussi concernée par deux ZNIEFF de type 2,, : 
- les « bois de Benejacq, Bordères, Boeil et Bordes » (2 158 ha), couvrant 13 communes du département[24] ;
- le « réseau hydrographique du gave de Pau et ses annexes hydrauliques » (3 000,84 ha), couvrant 71 communes dont 10 dans les Landes, 59 dans les Pyrénées-Atlantiques et 2 dans les Hautes-Pyrénées[25].

## Urbanisme

### Typologie
Au 1er janvier 2024, Boeil-Bezing est catégorisée petite ville, selon la nouvelle grille communale de densité à sept niveaux définie par l'Insee en 2022.
Elle appartient à l'unité urbaine de Pau, une agglomération intra-départementale regroupant 55  communes, dont elle est une commune de la banlieue,,. Par ailleurs la commune fait partie de l'aire d'attraction de Pau, dont elle est une commune de la couronne,. Cette aire, qui regroupe 227 communes, est catégorisée dans les aires de 200 000 à moins de 700 000 habitants,.

### Occupation des sols

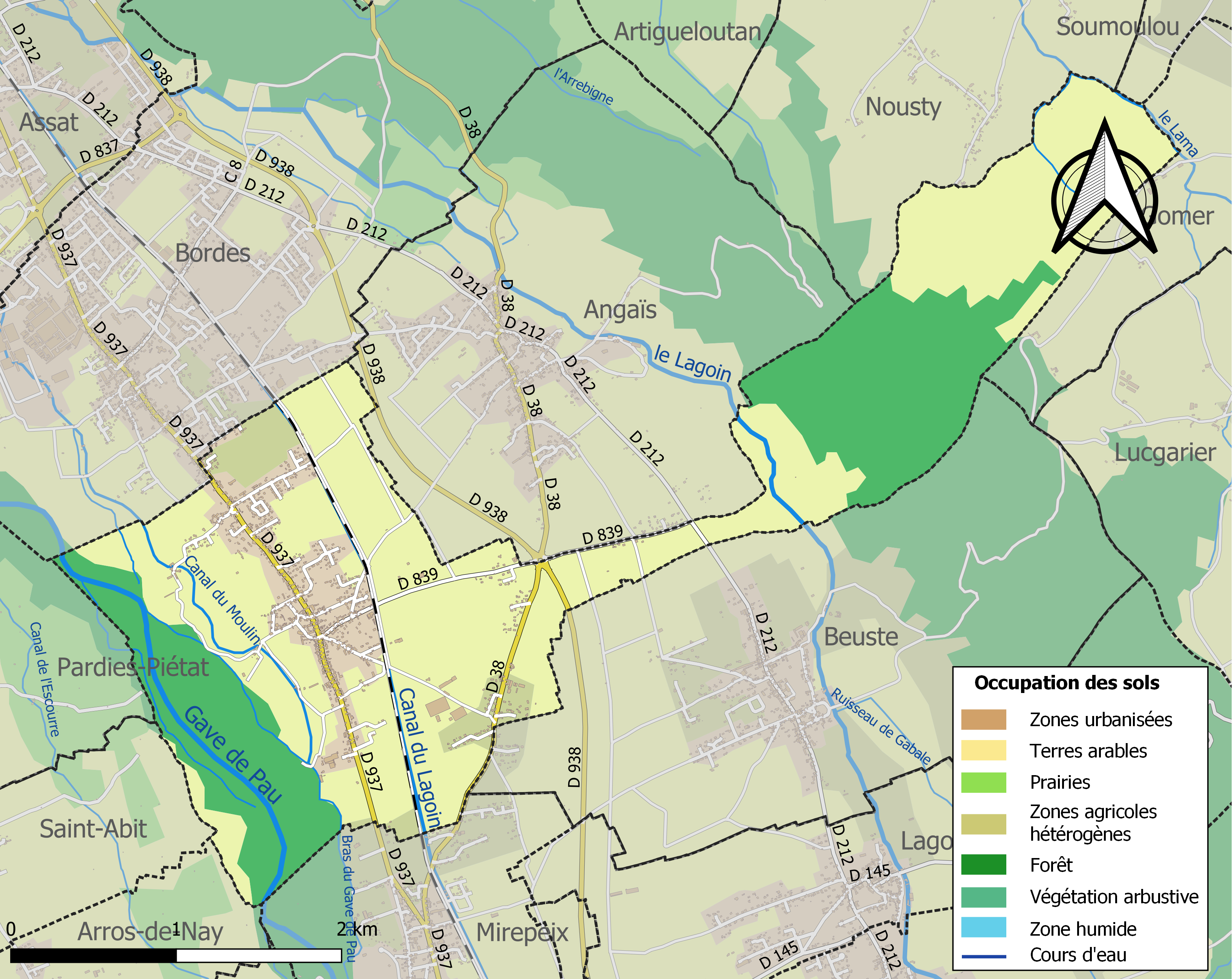
Carte des infrastructures et de l'occupation des sols de la commune en 2018 (CLC).

L'occupation des sols de la commune, telle qu'elle ressort de la base de données européenne d’occupation biophysique des sols Corine Land Cover (CLC), est marquée par l'importance des territoires agricoles (63,3 % en 2018), en diminution par rapport à 1990 (65,6 %). La répartition détaillée en 2018 est la suivante : 
terres arables (59,2 %), forêts (27,9 %), zones urbanisées (8,8 %), zones agricoles hétérogènes (4,1 %). L'évolution de l’occupation des sols de la commune et de ses infrastructures peut être observée sur les différentes représentations cartographiques du territoire : la carte de Cassini (XVIIIe siècle), la carte d'état-major (1820-1866) et les cartes ou photos aériennes de l'IGN pour la période actuelle (1950 à aujourd'hui).

### Lieux-dits et hameaux
- Bezing
- Boeil
- le Bois
- Gabarès
- La lanne
- Saligua
- Village
- Le hameau

### Voies de communication et transports
La commune est desservie par les routes départementales D 38, D 839, D 937 et D 938.
La ligne 934 du réseau interurbain des Pyrénées-Atlantiques, qui mène de Pau à Asson, possède trois arrêts à Boeil-Bezing.

#### Sentiers de randonnée
Le chemin Henri-IV, chemin de randonnée qui relie le château de Franqueville à Bizanos, près de Pau au lac de Lourdes (Hautes-Pyrénées), traverse le bois de Boeil.

### Risques majeurs
Le territoire de la commune de Boeil-Bezing est vulnérable à différents aléas naturels : météorologiques (tempête, orage, neige, grand froid, canicule ou sécheresse), inondations et séisme (sismicité moyenne). Un site publié par le BRGM permet d'évaluer simplement et rapidement les risques d'un bien localisé soit par son adresse soit par le numéro de sa parcelle.
Certaines parties du territoire communal sont susceptibles d’être affectées par le risque d’inondation par une crue torrentielle ou à montée rapide de cours d'eau, notamment le gave de Pau, le canal du Lagoin et le Lagoin. La commune a été reconnue en état de catastrophe naturelle au titre des dommages causés par les inondations et coulées de boue survenues en 1982, 2004, 2007 et 2009,.

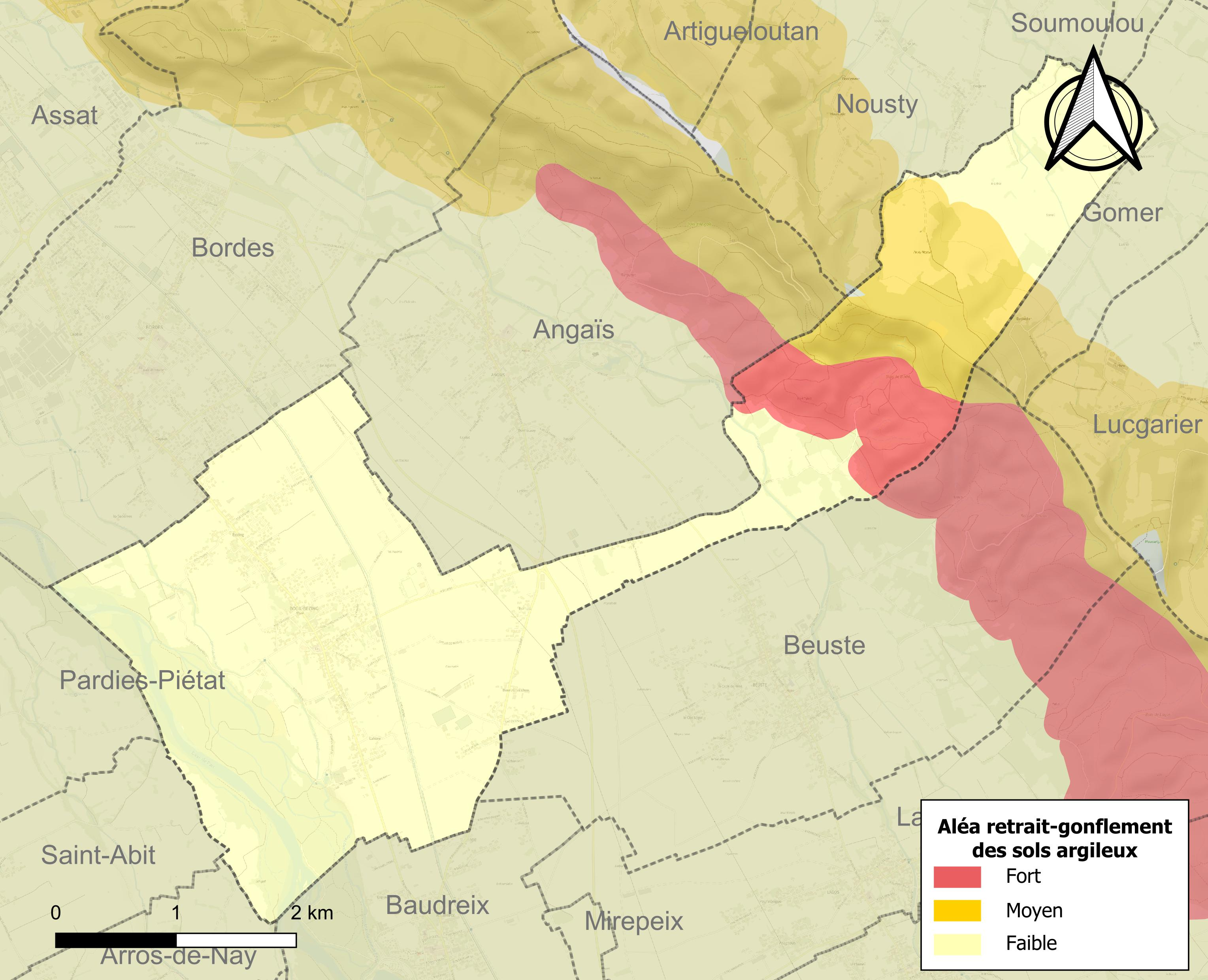
Carte des zones d'aléa retrait-gonflement des sols argileux de Boeil-Bezing.

Le retrait-gonflement des sols argileux est susceptible d'engendrer des dommages importants aux bâtiments en cas d’alternance de périodes de sécheresse et de pluie. 19,7 % de la superficie communale est en aléa moyen ou fort (59 % au niveau départemental et 48,5 % au niveau national). Depuis le 1er octobre 2020, en application de la loi ELAN, différentes contraintes s'imposent aux vendeurs, maîtres d'ouvrages ou constructeurs de biens situés dans une zone classée en aléa moyen ou fort,.

## Toponymie

### Bœil
Le toponyme Boeil apparaît sous les formes 
Bolh (1376, montre militaire de Béarn) et 
Boelh (1385, censier de Béarn).
Bœil signifierait « petit bœuf » et viendrait plus précisément du diminutif latin "boviculum" selon des toponimistes dont Michel Grosclaude dans son "Dictionnaire toponymique des communes du Béarn" éditions Inoc-Reclams-Cairn, 2006, critique de l'explication d'Albert Dauzat et Charles Rostaing qui eux y voient une racine prélatine *bol, « hauteur », que l'on retrouverait dans Beuil (Alpes-Maritimes, Boleo vers 1200), Boule-d'Amont (Pyrénées-Orientales), Bouleternère (ternère < terra nigra) et la formation tautologique Montbolo (Pyrénées-Orientales). Ce nom est un probable anthroponyme avéré - se retrouvant dans Bœil-Boueilho-Lasque ou Bœil-Davant ou Bœil-Pereuilh et utilisé comme sobriquet toujours selon M. Grosclaude.
Son nom béarnais est Buelh ou Boélh.

### Bezing
Le toponyme Bezing apparaît sous les formes 
la cort de Bezii (1343, hommages de Béarn), 
Besii et Besinch (respectivement 1385 et 1402, censier de Béarn), 
Bessincq, Vesin, Besin et Bezincq (respectivement vers 1538, 1546 et 1675 pour les deux dernières formes, réformation de Béarn), 
Besing (1793 ou an II) et 
Bézing (1863, dictionnaire topographique Béarn-Pays basque).
Bezing renvoie au besiaü qui était la communauté de voisins, autrefois chargée de la gestion de la commune, terme dérivé du latin viciniu(m), communal, parent du latin populaire *vecinu(s) (latin classique vicinus, dérivé de vicus) qui a donné « voisin » en français.

### Autres toponymes
Batbielle désigne un ensemble de landes et de bois, s’étendant sur le territoire des communes d’Angaïs, Beuste, Boeil, Bénéjacq, Bordères, Lagos et Mirepeix, placé sous la juridiction des jurats de Beuste. C’est également le titre d’un archidiaconé du diocèse de Lescar, correspondant à l’emprise des cantons de Nay et de Clarac. On retrouve ce toponyme sous les graphies 
Baigbiella (XIIIe siècle, fors de Béarn), 
archidiagonat de Batbilhe (1385, censier de Béarn), 
Batbielhe et l’arsidiagonat de Begbielle (respectivement 1396 et 1400, notaires de Navarrenx), 
le conbent de Bagbielhe et les Abbatbielles (respectivement 1538 et 1675, réformation de Béarn).

## Histoire
Auriol Centulle, troisième fils de Centulle IV de Béarn et d'Angèle d'Oloron, était seigneur de Clarac, Igon, Baudreix, Boeil et Auga.
Paul Raymond note qu'en 1385, Boeil comptait vingt-neuf feux et Bezing quatre. Les deux villages dépendaient du bailliage de Pau.
Au XIIe siècle, Un archiprètré du diocèse de Lescar avait Boeil pour siège. Bezing resta sous la juridiction des jurats de Pau jusqu'en 1576.
La terre de Boeil fut érigée en baronnie en 1651. Les barons de Boeil étaient seigneurs de Baudreix, Beuste, Clarac, Lagos et à la fin du XVIIIe, barons de Coarraze.
Après la Réforme, le protestantisme est présent surtout à Bezing où les membres de la communauté sont surnommés Lous huganautz de Bezing. À Boeil, village plus catholique, on parle des candélès de Boeil. Aujourd'hui encore, comme dans plusieurs villages de la plaine, mais plus particulièrement à Boeil-Bezing, les maisons des vieilles familles protestantes sont reconnaissables aux piliers du portail surmontés d'une boule alors que chez les catholiques, les piliers sont surmontés d'une coupe.
La commune de Boeil-Bezing est née en février 1868 de l'union de deux villages autrefois séparés, Boeil (plus au sud), et Bezing (au nord). Entre ces deux bourgs, des maisons se sont édifiées de sorte que le village apparaît aujourd'hui comme étiré le long de la route reliant Pau à Lourdes.

## Politique et administration
| Période                                  | Période  | Identité          | Étiquette | Qualité     |
| ---------------------------------------- | -------- | ----------------- | --------- | ----------- |
| 1953                                     | 1971     | Pierre Fouchet    |           | agriculteur |
| 1971                                     | 2001     | Jean-Jacques Pèes | PS        | agriculteur |
| 2001                                     | En cours | Marc Dufau        | PS        | enseignant  |
| Les données manquantes sont à compléter. |          |                   |           |             |

### Intercommunalité
Boeil-Bezing appartient à cinq structures intercommunales :
- la communauté de communes du Pays de Nay ;
- le syndicat d’eau potable et d’assainissement du Pays de Nay (SEAPAN) ;
- le syndicat d’énergie des Pyrénées-Atlantiques ;
- le syndicat de défense contre les inondations du bassin du Lagoin ;
- le syndicat intercommunal de défense contre les inondations du gave de Pau.

## Population et société

### Démographie
L'évolution du nombre d'habitants est connue à travers les recensements de la population effectués dans la commune depuis 1793. Pour les communes de moins de 10 000 habitants, une enquête de recensement portant sur toute la population est réalisée tous les cinq ans, les populations de référence des années intermédiaires étant quant à elles estimées par interpolation ou extrapolation. Pour la commune, le premier recensement exhaustif entrant dans le cadre du nouveau dispositif a été réalisé en 2006.

En 2022, la commune comptait 1 330 habitants, en évolution de +4,4 % par rapport à 2016 (Pyrénées-Atlantiques : +3,78 %, France hors Mayotte : +2,11 %).
| 1793 | 1800 | 1806 | 1821 | 1831 | 1836 | 1841 | 1846 | 1851 |
| ---- | ---- | ---- | ---- | ---- | ---- | ---- | ---- | ---- |
| 510  | 505  | 564  | 591  | 647  | 675  | 690  | 715  | 706  |

| 1856 | 1861 | 1866 | 1872 | 1876 | 1881 | 1886 | 1891 | 1896 |
| ---- | ---- | ---- | ---- | ---- | ---- | ---- | ---- | ---- |
| 693  | 643  | 786  | 787  | 771  | 787  | 792  | 779  | 689  |

| 1901 | 1906 | 1911 | 1921 | 1926 | 1931 | 1936 | 1946 | 1954 |
| ---- | ---- | ---- | ---- | ---- | ---- | ---- | ---- | ---- |
| 683  | 655  | 671  | 606  | 576  | 583  | 586  | 562  | 670  |

| 1962 | 1968 | 1975 | 1982  | 1990 | 1999 | 2006  | 2011  | 2016  |
| ---- | ---- | ---- | ----- | ---- | ---- | ----- | ----- | ----- |
| 773  | 791  | 930  | 1 009 | 962  | 935  | 1 147 | 1 236 | 1 274 |

| 2021  | 2022  | - | - | - | - | - | - | - |
| ----- | ----- | - | - | - | - | - | - | - |
| 1 336 | 1 330 | - | - | - | - | - | - | - |

De 1793 à 1861, la population indiquée ne reflète que celle de Boeil, encore séparé de Bezing, dont la population durant cette même période est décrite ci-dessous.
| 1793 | 1800 | 1806 | 1821 | 1831 | 1836 | 1841 | 1846 | 1851 |
| ---- | ---- | ---- | ---- | ---- | ---- | ---- | ---- | ---- |
| 99   | 100  | -    | 142  | 166  | 147  | 131  | 154  | 150  |

| 1856 | 1861 | - | - | - | - | - | - | - |
| ---- | ---- | - | - | - | - | - | - | - |
| 157  | 139  | - | - | - | - | - | - | - |

Boeil-Bezing fait partie de l'aire d'attraction de Pau.

## Économie
La commune fait partie de la zone d'appellation de l'Ossau-iraty.

## Culture locale et patrimoine

### Patrimoine civil
Les restes de la motte féodale témoignent de l'ancienneté du village.
Le château, vaste édifice carré, domine une partie du village. Il fut édifié au début du XIXe siècle par la famille Bernadotte. Jeanne de Saint-Jean (1728-1809), mère du maréchal Bernadotte, est née à Boeil. Le 20 février 1754, elle épouse Henri Bernadotte à Boeil. Leur fils Jean-Baptiste devient maréchal de Napoléon, puis roi de Suède et de Norvège sous le nom de Charles XIV de Suède. Son neveu est enterré à Boeil-Bezing.
Un autre château, demeure des barons de Boeil existait avant la Révolution au sud-ouest du village. Il n'en reste que quelques murs d'enceinte du domaine.
Le village compte trois moulins à eau le long du canal du Baniou, ouvrage construit en dérivation du gave de Pau.

### Patrimoine religieux
L'église Saint-Vincent-Diacre a été partiellement édifiée en 1871, à l’emplacement de l’église primitive, détruite lors d’un incendie. L’entrée latérale conserve le tympan roman d’origine (XIIe siècle), mais d'anciennes fresques du XVe siècle, découvertes lors de la reconstruction de l'édifice, ont été perdues.
Le temple est à l'origine l'église de Bezing, l'église Saint-Girons qui date du XVIe siècle. En 1806, elle est mise à disposition des protestants et devient un temple réformé.
Le village comporte également deux lieux de culte évangéliques.

## Équipements
Éducation
Boeil-Bezing dispose d'une école primaire (Les Coquelicots).
Transports
La gare de Boeil-Bezing a été en service pendant un siècle, de 1867 à 1967.
Un aérodrome privé est situé sur la commune, à l'est du village, derrière le coteau, à proximité de Gomer.

## Personnalités liées à la commune
- Jean-Baptiste Bernadotte (1763-1844), maréchal de l’Empire, roi de Suède et de Norvège, dont la mère, Jeanne de Sainte-Jean, était originaire de Boeil-Bezing.
- Carl Einstein, né en 1885 à Neuwied (Allemagne) et mort en 1940 à Boeil-Bezing, est un historien de l'art et écrivain allemand appartenant au courant de l'expressionnisme. Retrouvé noyé au bord du Gave, il fut enterré au cimetière du village.
- Jean-Baptiste Peyras-Loustalet, né en 1984, est un joueur de rugby à XV français. Il réside à Boeil-Bezing[réf. nécessaire].
- Jérémy Chardy, né en 1987 à Pau, est un joueur de tennis français qui a passé son enfance à Boeil-Bezing.

## Pour approfondir